# Taste (사브리나 카펜터의 노래)
〈Taste〉는 미국의 가수 사브리나 카펜터의 여섯 번째 정규 앨범 《Short n' Sweet》(2024)에 수록된 곡이다. 이 곡은 2024년 8월 23일 아일랜드 레코드를 통해 앨범의 세 번째 싱글로 발매되었다. 카펜터는 줄리아 마이클스, 에이미 앨런과 함께 곡을 작곡했으며, 존 라이언과 이안 커크패트릭이 프로듀싱을 맡았고, 줄리안 부네타도 제작에 참여했다. 음악적으로 〈Taste〉는 다양한 팝 및 록 하위 장르가 결합된 곡으로 평가받고 있다.

## 인증
| 국가                                                             | 인증        | 판매량/출하량 |
| ---------------------------------------------------------------- | ----------- | ------------- |
| 벨기에 (BEA)                                                     | 골드        | 20,000        |
| 캐나다 (뮤직 캐나다)                                             | 2× 플래티넘 | 160,000       |
| 덴마크 (IFPI Danmark)                                            | 골드        | 45,000        |
| 프랑스 (SNEP)                                                    | 골드        | 100,000       |
| 뉴질랜드 (RMNZ)                                                  | 플래티넘    | 30,000        |
| 폴란드 (ZPAV)                                                    | 플래티넘    | 50,000        |
| 포르투갈 (AFP)                                                   | 플래티넘    | 10,000        |
| 스페인 (PROMUSICAE)                                              | 골드        | 20,000        |
| 영국 (BPI)                                                       | 플래티넘    | 600,000       |
| 미국 (RIAA)                                                      | 2× 플래티넘 | 2,000,000     |
| 스트리밍                                                         |             |               |
| 그리스 (IFPI 그리스)                                             | 골드        | 1,000,000     |
| 판매량+스트리밍을 기반으로 한 인증 · 스트리밍을 기반으로 한 인증 |             |               |